# Mastodonte
Os mastodontes (do grego Mastodon) são proboscídeos pré-históricos da família Mammutidae, membros do gênero Mammut, distantemente relacionados com os elefantes, que habitavam a América do Sul, América Central e América do Norte durante o Mioceno até a sua extinção no final do Pleistoceno entre 10 mil e 11 mil anos atrás. Os mastodontes viviam em manadas e eram predominantemente animais de floresta, e possuíam um comportamento de forrageamento semelhante aos do elefantes atuais.
M. americanum, conhecido como mastodonte americano, é a espécie mais nova e conhecida gênero. Desapareceram da América do Norte como parte de uma extinção em massa que afetou a maioria dos animais da megafauna do Pleistoceno, amplamente acreditado por estar relacionada com a caça excessiva por parte dos humanos primitivos, e provavelmente também devido as mudanças climáticas.

## Evolução

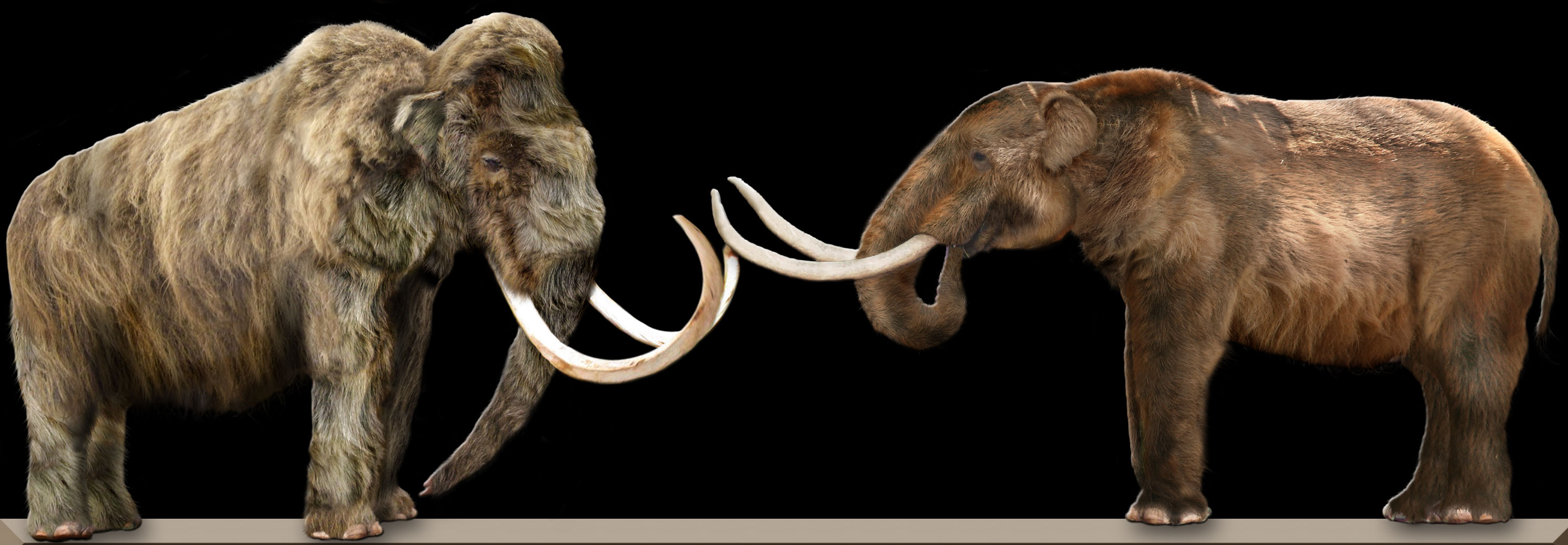
Comparação entre um mamute lanoso (esquerda) e um mastodonte americano (direita).

Mammut é um gênero extinto da família Mammutidae, relacionado com os proboscídeos da família Elephantidae (mamutes e elefantes), a partir do qual originalmente se divergiram a aproximadamente 27 milhões de anos atrás.
Ao longo de muitos anos, diversos fósseis foram recuperados de localidades norte americanas, da África e Ásia, e foram atribuídos ao gênero Mammut, mas apenas os restos da America do norte foram nomeados e descritos, um deles sendo o M. furlongi, descrito a partir de fósseis encontrados na formação Juntura de Oregon, que datam do Mioceno. No entanto, não é mais considerado válido, e deixando apenas quatro espécies válidas. Uma sequência completa do DNA mitocondrial foi obtida a partir do molar de um esqueleto de um mastodonte americano encontrado no permafrost do Alasca. Estima-se que os restos fósseis datam de 50.000 e 130.000 anos atrás. Esta sequência foi usada como um grupo a parte para ajustar as datas de divergência na evolução da família Elephantidae.
|  | Loxodonta africana (Elefante africano)                                                                        |
|  | |
|  | \| \| Elephas maximus (Elefante asiático) \| \| \| \| \| \| Mammuthus columbi (Mamute colombiano) \| \| \| \| |
|  | |
|  | Elephas maximus (Elefante asiático)                                                                           |
|  | |
|  | Mammuthus columbi (Mamute colombiano)                                                                         |
|  | |

|  | Elephas maximus (Elefante asiático)   |
|  |                                       |
|  | Mammuthus columbi (Mamute colombiano) |
|  |                                       |

|  | Loxodonta africana (Elefante africano)                                                                        |
|  | |
|  | \| \| Elephas maximus (Elefante asiático) \| \| \| \| \| \| Mammuthus columbi (Mamute colombiano) \| \| \| \| |
|  | |
|  | Elephas maximus (Elefante asiático)                                                                           |
|  | |
|  | Mammuthus columbi (Mamute colombiano)                                                                         |
|  | |

|  | Elephas maximus (Elefante asiático)   |
|  |                                       |
|  | Mammuthus columbi (Mamute colombiano) |
|  |                                       |

|  | Loxodonta africana (Elefante africano)                                                                        |
|  | |
|  | \| \| Elephas maximus (Elefante asiático) \| \| \| \| \| \| Mammuthus columbi (Mamute colombiano) \| \| \| \| |
|  | |
|  | Elephas maximus (Elefante asiático)                                                                           |
|  | |
|  | Mammuthus columbi (Mamute colombiano)                                                                         |
|  | |

|  | Elephas maximus (Elefante asiático)   |
|  |                                       |
|  | Mammuthus columbi (Mamute colombiano) |
|  |                                       |

|  | Loxodonta africana (Elefante africano)                                                                        |
|  | |
|  | \| \| Elephas maximus (Elefante asiático) \| \| \| \| \| \| Mammuthus columbi (Mamute colombiano) \| \| \| \| |
|  | |
|  | Elephas maximus (Elefante asiático)                                                                           |
|  | |
|  | Mammuthus columbi (Mamute colombiano)                                                                         |
|  | |

|  | Elephas maximus (Elefante asiático)   |
|  |                                       |
|  | Mammuthus columbi (Mamute colombiano) |
|  |                                       |

|  | Loxodonta africana (Elefante africano)                                                                        |
|  | |
|  | \| \| Elephas maximus (Elefante asiático) \| \| \| \| \| \| Mammuthus columbi (Mamute colombiano) \| \| \| \| |
|  | |
|  | Elephas maximus (Elefante asiático)                                                                           |
|  | |
|  | Mammuthus columbi (Mamute colombiano)                                                                         |
|  | |

|  | Elephas maximus (Elefante asiático)   |
|  |                                       |
|  | Mammuthus columbi (Mamute colombiano) |
|  |                                       |

|  | Loxodonta africana (Elefante africano)                                                                        |
|  | |
|  | \| \| Elephas maximus (Elefante asiático) \| \| \| \| \| \| Mammuthus columbi (Mamute colombiano) \| \| \| \| |
|  | |
|  | Elephas maximus (Elefante asiático)                                                                           |
|  | |
|  | Mammuthus columbi (Mamute colombiano)                                                                         |
|  | |

|  | Elephas maximus (Elefante asiático)   |
|  |                                       |
|  | Mammuthus columbi (Mamute colombiano) |
|  |                                       |

|  | Loxodonta africana (Elefante africano)                                                                        |
|  | |
|  | \| \| Elephas maximus (Elefante asiático) \| \| \| \| \| \| Mammuthus columbi (Mamute colombiano) \| \| \| \| |
|  | |
|  | Elephas maximus (Elefante asiático)                                                                           |
|  | |
|  | Mammuthus columbi (Mamute colombiano)                                                                         |
|  | |

|  | Elephas maximus (Elefante asiático)   |
|  |                                       |
|  | Mammuthus columbi (Mamute colombiano) |
|  |                                       |

|  | Loxodonta africana (Elefante africano)                                                                        |
|  | |
|  | \| \| Elephas maximus (Elefante asiático) \| \| \| \| \| \| Mammuthus columbi (Mamute colombiano) \| \| \| \| |
|  | |
|  | Elephas maximus (Elefante asiático)                                                                           |
|  | |
|  | Mammuthus columbi (Mamute colombiano)                                                                         |
|  | |

|  | Elephas maximus (Elefante asiático)   |
|  |                                       |
|  | Mammuthus columbi (Mamute colombiano) |
|  |                                       |

|  | Loxodonta africana (Elefante africano)                                                                        |
|  | |
|  | \| \| Elephas maximus (Elefante asiático) \| \| \| \| \| \| Mammuthus columbi (Mamute colombiano) \| \| \| \| |
|  | |
|  | Elephas maximus (Elefante asiático)                                                                           |
|  | |
|  | Mammuthus columbi (Mamute colombiano)                                                                         |
|  | |

|  | Elephas maximus (Elefante asiático)   |
|  |                                       |
|  | Mammuthus columbi (Mamute colombiano) |
|  |                                       |

|  | Loxodonta africana (Elefante africano)                                                                        |
|  | |
|  | \| \| Elephas maximus (Elefante asiático) \| \| \| \| \| \| Mammuthus columbi (Mamute colombiano) \| \| \| \| |
|  | |
|  | Elephas maximus (Elefante asiático)                                                                           |
|  | |
|  | Mammuthus columbi (Mamute colombiano)                                                                         |
|  | |

|  | Elephas maximus (Elefante asiático)   |
|  |                                       |
|  | Mammuthus columbi (Mamute colombiano) |
|  |                                       |

|  | Loxodonta africana (Elefante africano)                                                                        |
|  | |
|  | \| \| Elephas maximus (Elefante asiático) \| \| \| \| \| \| Mammuthus columbi (Mamute colombiano) \| \| \| \| |
|  | |
|  | Elephas maximus (Elefante asiático)                                                                           |
|  | |
|  | Mammuthus columbi (Mamute colombiano)                                                                         |
|  | |

|  | Elephas maximus (Elefante asiático)   |
|  |                                       |
|  | Mammuthus columbi (Mamute colombiano) |
|  |                                       |

|  | Loxodonta africana (Elefante africano)                                                                        |
|  | |
|  | \| \| Elephas maximus (Elefante asiático) \| \| \| \| \| \| Mammuthus columbi (Mamute colombiano) \| \| \| \| |
|  | |
|  | Elephas maximus (Elefante asiático)                                                                           |
|  | |
|  | Mammuthus columbi (Mamute colombiano)                                                                         |
|  | |

|  | Elephas maximus (Elefante asiático)   |
|  |                                       |
|  | Mammuthus columbi (Mamute colombiano) |
|  |                                       |

|  | Loxodonta africana (Elefante africano)                                                                        |
|  | |
|  | \| \| Elephas maximus (Elefante asiático) \| \| \| \| \| \| Mammuthus columbi (Mamute colombiano) \| \| \| \| |
|  | |
|  | Elephas maximus (Elefante asiático)                                                                           |
|  | |
|  | Mammuthus columbi (Mamute colombiano)                                                                         |
|  | |

|  | Elephas maximus (Elefante asiático)   |
|  |                                       |
|  | Mammuthus columbi (Mamute colombiano) |
|  |                                       |

|  | Loxodonta africana (Elefante africano)                                                                        |
|  | |
|  | \| \| Elephas maximus (Elefante asiático) \| \| \| \| \| \| Mammuthus columbi (Mamute colombiano) \| \| \| \| |
|  | |
|  | Elephas maximus (Elefante asiático)                                                                           |
|  | |
|  | Mammuthus columbi (Mamute colombiano)                                                                         |
|  | |

|  | Elephas maximus (Elefante asiático)   |
|  |                                       |
|  | Mammuthus columbi (Mamute colombiano) |
|  |                                       |

|  | Loxodonta africana (Elefante africano)                                                                        |
|  | |
|  | \| \| Elephas maximus (Elefante asiático) \| \| \| \| \| \| Mammuthus columbi (Mamute colombiano) \| \| \| \| |
|  | |
|  | Elephas maximus (Elefante asiático)                                                                           |
|  | |
|  | Mammuthus columbi (Mamute colombiano)                                                                         |
|  | |

|  | Elephas maximus (Elefante asiático)   |
|  |                                       |
|  | Mammuthus columbi (Mamute colombiano) |
|  |                                       |

|  | Loxodonta africana (Elefante africano)                                                                        |
|  | |
|  | \| \| Elephas maximus (Elefante asiático) \| \| \| \| \| \| Mammuthus columbi (Mamute colombiano) \| \| \| \| |
|  | |
|  | Elephas maximus (Elefante asiático)                                                                           |
|  | |
|  | Mammuthus columbi (Mamute colombiano)                                                                         |
|  | |

|  | Elephas maximus (Elefante asiático)   |
|  |                                       |
|  | Mammuthus columbi (Mamute colombiano) |
|  |                                       |

## Descrição

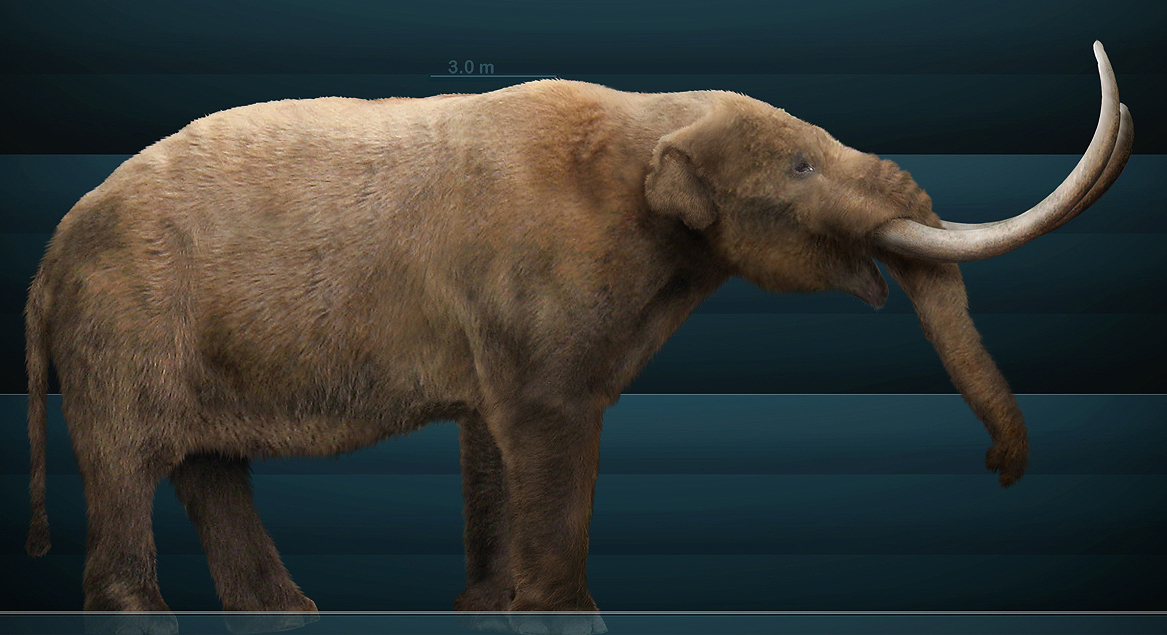
Restauração de um mastodonte americano

As reconstruções modernas baseadas em restos parciais recuperados revelam que os mastodontes eram muito semelhantes em aparência aos elefantes modernos, e em menor grau, com os mamutes, embora não estejam intimamente relacionados com nenhum dos dois. Em comparação com os mamutes, os mastodontes eram mais baixos, tinham pernas mais curtas e musculosas e um corpo mais alongado, e portanto eram semelhantes aos elefantes asiáticos atuais. O mastodonte americano tinha em torno de 2,30 m de altura no ombro, correspondente em tamanho a uma fêmea de elefante africano atual ou um macho pequeno, mas é provável que os machos grandes atingissem até 2,80 m de altura. No entanto, o espécime AMNH 9950 que provavelmente tinha 35 anos quando morreu, atingiu 2,89 m de altura e supostamente pesou 7,8 toneladas. Outro indivíduo macho excepcionalmente grande encontrado tinha 3,25 m de altura e provavelmente 11 t de peso.

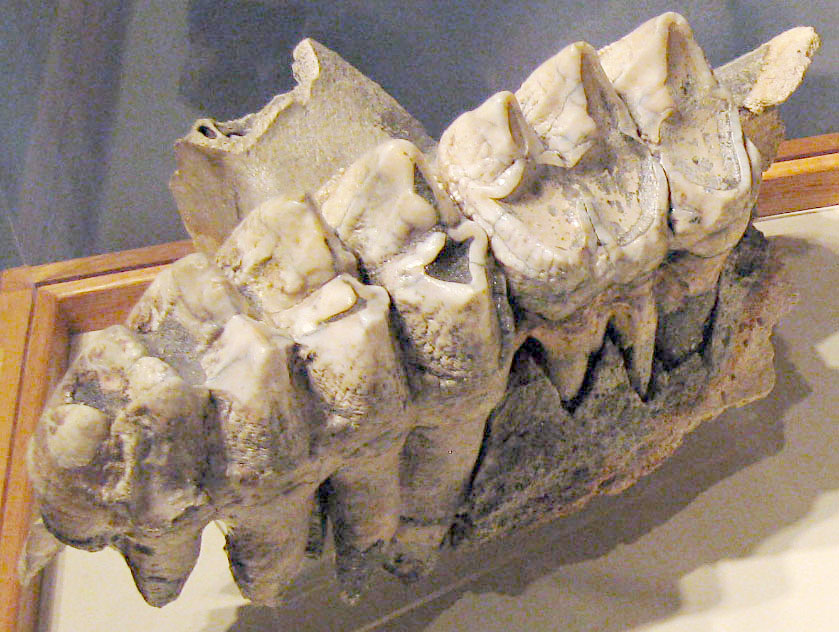
molar de um mastodonte em um museu americano

Como nos elefantes modernos, as fêmeas eram menores que os machos. Eles tinham um crânio baixo e longo com longas presas curvadas feitas de marfim. Os mastodontes possuíam dentes em forma de cúspide, muito diferente dos dentes dos mamutes e elefantes (que possuem uma série de placas de esmalte), bem adaptados para mastigar folhas, ramos de árvores e arbustos.

## Paleobiologia

### Comportamento social

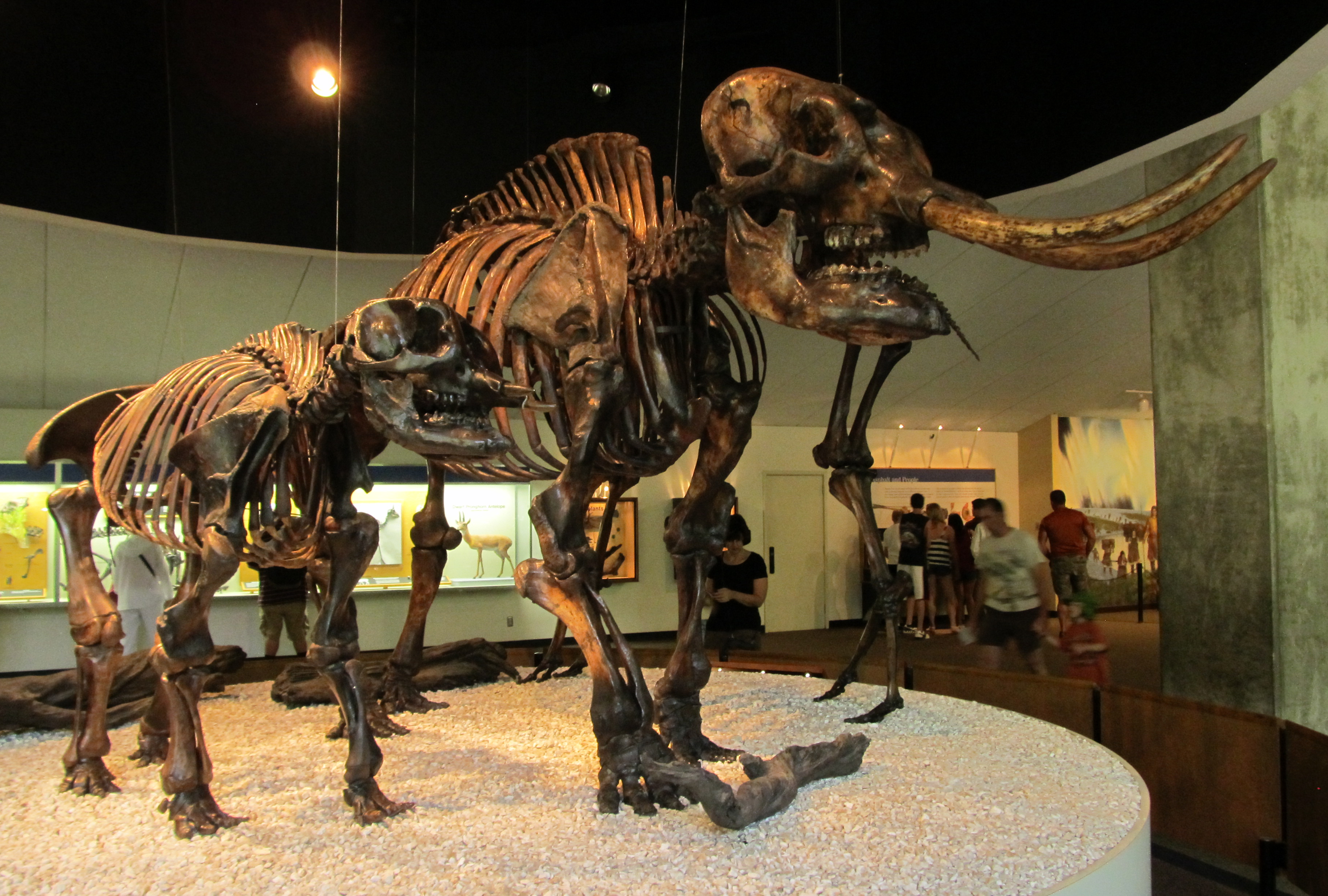
Esqueleto de um mastodonte americano fêmea e seu filhote

Com base no fato de que nos sítios arqueológicos sempre foram encontrados mais de um fóssil de mastodonte que pertenciam a animais de várias idades, pode se concluir que assim como os proboscídeos atuais, os mastodontes eram sociáveis, e viviam grupos compostos por fêmeas adultas e jovens. Os machos abandonavam a manada uma vez que atingiam a maturidade sexual e então passavam a viver sozinhos ou em pequenos grupos de machos jovens. Como nos elefantes modernos, provavelmente não houve sincronia sazonal nas atividades reprodutivas, com os machos e fêmeas procurando parceiros quando sexualmente ativos.

#### Dieta
Os mastodontes foram caracterizados como sendo animais predominantemente pastadores. A maioria dos vestígios intestinais identificou os ramos de coníferas como  o alimento predominante em sua dieta. Porém outros mastodontes encontrados não possuíam conteúdo de coníferas em seus estômago e sugerindo também uma alimentação seletiva de vegetação herbácea baixa, o que sugere que o mastodonte era provavelmente um pastador-podador. Um estudo nos padrões do formato dos dentes dos mastodontes, indica que eles poderiam ajustar sua dieta de acordo com o ecossistema em que viviam, com padrões de alimentação regionalmente correspondente à florestas boreais, enquanto que algumas populações em um determinado local às vezes eram capazes de ajustar o seu nicho dietético de acordo com as mudanças no clima e com a disponibilidade de espécies de plantas.

## Distribuição e habitat

Distribuição geográfica do gênero Mammut na América do Norte, e na Eurásia do Zygolophodon borsoni cuja classificação é incerta.

O intervalo na ocorrência das espécies do gênero Mammut é desconhecido, pois suas distribuições eram restritas a poucas localidades, sendo a exceção o mastodonte americano, que é um dos proboscídeos pleistocênicos mais amplamente distribuído na América do norte. Os locais onde os fósseis de mastodontes americanos foram encontrados variam, vestígios foram achados no Alasca, bem como o leste da Flórida, e ao sul do estado de Puebla, no México central, com um registro isolado de Honduras, provavelmente refletindo do resultado da expansão máxima alcançada pelo mastodonte americano durante o final do Pleistoceno. Alguns relatos isolados dizem que os mastodonte também eram encontrados ao longo da costa leste do EUA até a região da Nova Inglaterra, com altas concentrações na região do Atlântico. Há evidências que indicam que os mastodontes também viviam em florestas, predominando neste tipo de habitat, e se alimentando principalmente de folhas e arbustos. 

## Extinção

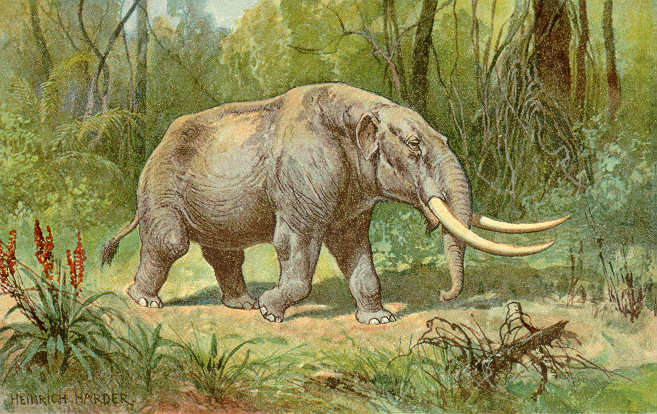
Desenho de um mastodonte

As evidências fósseis indicam que o mastodonte provavelmente desapareceu da América (continente) entre 10.000 e 5.000 A.E.C (A.C), como parte de uma extinção em massa que eliminou a maior parte da megafauna do pleistoceno e cuja causa é especulada como sendo resultado das mudanças climáticas e caça extensiva por parte dos humanos. Os primeiros Paleo-Índígenas entraram na América e se expandiram rapidamente para números muito grandes entre 25.000 e 13.000 anos e sua caça pode ter causado uma redução gradual na população de mastodontes. Análise de presas de mastodontes coletadas na região americana dos Grandes Lagos muito tempo antes da extinção da espécie na região, mostrou uma tendência de amadurecimento precoce; isso é contrário ao que poderia se esperar se a espécie estivesse sob um estresse de um ambiente desfavorável, mas é consistente com a redução da concorrência intraespecífica que resultaria na diminuição de uma população por consequência da caça humana.